# Fiona Dorn
Fiona Dorn ist eine US-amerikanisch-deutsche Schauspielerin und Synchronsprecherin.

## Leben
Dorn stammt ursprünglich aus Boulder im US-Bundesstaat Colorado. Seit ihrem neunten Lebensjahr spielt sie professionell Violine. Von 2013 bis 2015 erwarb sie an der Idyllwild Arts Academy ihr High School Diploma. Anschließend studierte sie Schauspiel und Kreatives Schreiben an der California Institute of the Arts. 2019 erlangte sie dort ihren Bachelor of Fine Arts.
Ihr Fernsehschauspieldebüt gab sie 2017 in einer Episode der Fernsehserie Penny: Undaunted. In den nächsten Jahren folgten Mitwirkungen in mehreren Kurzfilmproduktionen, ehe sie 2022 in No Promises ihr Spielfilmschauspieldebüt gab. 2024 stellte sie im Actionfilm Snow White and the Seven Samurai die Hauptrolle der Anya Voight dar.
Dorn ist auch als Synchronsprecherin tätig. 2023 sprach sie im Zeichentrickfilm The Swan Princess: A Fairytale Is Born die Figur der Königin Venice. Im selben Jahr lieh sie der Schauspielerin Katharina Stark in ihrer Rolle als Eva Bruhns in der Fernsehserie Deutsches Haus für die englischsprachige Synchronfassung ihre Stimme. 2024 war sie im Computerspiel Call of Duty: Black Ops 6 zu hören.

## Filmografie (Auswahl)
- 2017: Penny: Undaunted (Fernsehserie, Episode 1x07)
- 2020: Sword Fight (Kurzfilm)
- 2020: Thin Line – A Star Wars Story (Kurzfilm)
- 2021: Mr. E (Kurzfilm)
- 2021: The Viking Witch (Kurzfilm)
- 2022: No Promises
- 2022: Dhar Mann (Fernsehserie, 2 Episoden, verschiedene Rollen)
- 2023: There and Bach Again (Kurzfilm)
- 2024: Snow White and the Seven Samurai
- 2024: Deep Tissue (Kurzfilm)
- 2024: After Divorce, Stripper CEO and I Dominate Hollywood (Miniserie)
- 2024: Tangled Ties & Tipsy Vows (Miniserie)
- 2024: Batman Beyond: Year One (Kurzfilm)
- 2025: Motion Detected (Kurzfilm)
- 2025: Washed Out (Kurzfilm)

## Synchronisationen (Auswahl)
- 2019: Evil Villain! (Kurzfilm)
- 2023: The Swan Princess: A Fairytale Is Born (Zeichentrickfilm)
- 2023: Deutsches Haus (Fernsehserie, 5 Episoden)
- 2024: Call of Duty: Black Ops 6 (Computerspiel)

## Theater (Auswahl)
- The Substance of Fire, Ruskin Group Theatre
- Midsummer Night’s Dream, Theatricum Botanicum
- The Alice Cocktail Experience, Viral Ventures